# TRIM22
TRIM22 – gen ludzki.
Według Stephena Barra, wirusologa molekularnego z kanadyjskiego Uniwersytetu Alberty, Department of Medical Microbiology and Immunology, gen TRIM22 zapobiega rozprzestrzenianiu się wirusa HIV w organizmie.